# Yan Dong Xing
Yan Dong Xing (邢彦东), né le 20 mars 1985, est un coureur cycliste chinois, qui a notamment été membre de l'équipe Argos-Shimano en 2013 après avoir couru en Chine.

## Biographie
En 2008, Yan Dong Xing termine 3e de la 3e étape du Tour de Langkawi.
Le 20 mars 2013, l'équipe Argos-Shimano annonce son arrivée dans l'effectif pour le mois d'avril. Il y est le deuxième chinois de l'effectif, retrouvant Ji Cheng. Le manager de l'équipe, Iwan Spekenbrink, a alors pour ambition "d'amener un coureur chinois au sommet". Il étrenne pour la première fois ses nouvelles couleurs sur les Quatre Jours de Dunkerque où il termine dernier du classement général, à 56 minutes du vainqueur, Arnaud Démare. Il enchaîne par le Tour de Picardie où son coéquipier Marcel Kittel remporte deux étapes et le classement général alors qu'il en prend la dernière place. Il dispute ensuite quatre courses d'un jour, la Ronde van Zeeland Seaports (abandon), la ProRace Berlin (105e, remportée par Kittel), Halle-Ingooigem (abandon) et la Dutch Food Valley Classic (67e). Il conclut son mois d'août sur la World Ports Classic, abandonnant sur la deuxième étape. Il dispute une dernière course en octobre sur le Tour de Pékin où son coéquipier Luka Mezgec enlève une étape.
Au terme de la saison, il n'est pas conservé.
C'est un coureur complet mesurant 178 centimètres pour 70 kg.

## Classements mondiaux
| Année         | 2008 |
| ------------- | ---- |
| UCI Asia Tour | 213e |